# 福島県道326号浜崎高野会津若松線

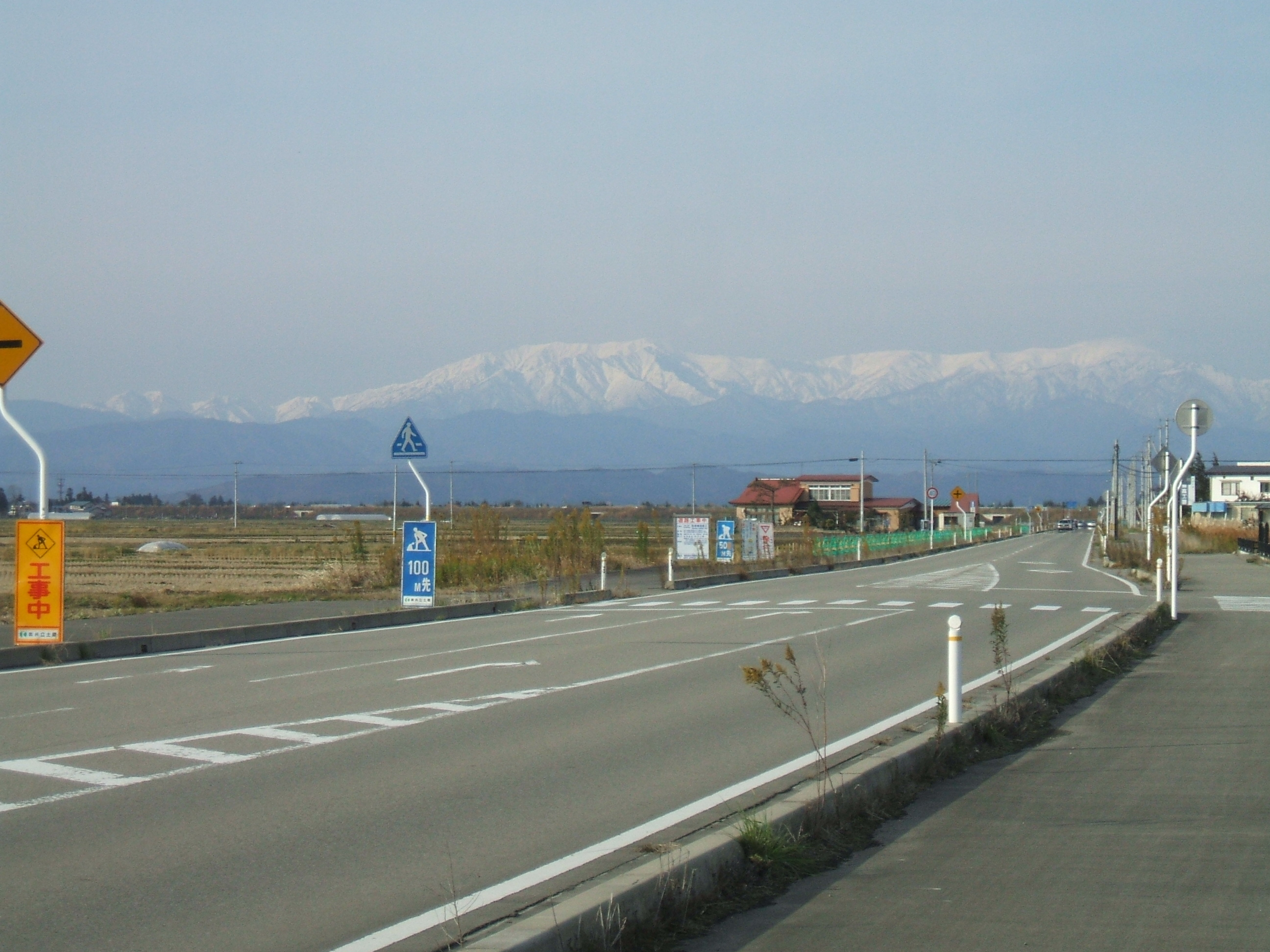
福島県会津若松市高野町付近

福島県道326号浜崎高野会津若松線（ふくしまけんどう326ごう はまさきこうやあいづわかまつせん）は、福島県喜多方市から同県会津若松市に至る一般県道である。

## 路線概要
- 起点：喜多方市塩川町字清水岸
- 終点：会津若松市西七日町
- 総延長：11.405km[1]
  - 実延長：11.324km
- 路線認定年月日：1959年8月31日[2]

### バイパス
清水田工区（会津若松市高野町）
2013年4月26日開通

## 路線状況

### 喜多方市 - 湯川村
日橋川北側の福島県道127号会津坂下塩川線との交差点を起点とする本県道は、起点直後に日橋川を南大橋で渡る。この区間は旧国道121号（米沢街道）である。日橋川を渡ると湯川村に入り、浜崎集落を経由して水田地帯に至る。本県道は以後南方向に進み、溷川を渡ると笈川地区に至る。周辺には湯川村の役場などもある。以後も南方向に進み、福島県道33号会津坂下河東線との交差点を経て会津若松市に入る。この周辺でも沿線には水田などが広がる。

### 会津若松市内
会津若松市に入ると、同市高野町に至る。高野町内でも沿線には水田などが広がる。本県道はさらに南方に進み、同市町北町に至る。町北町に入ると国道49号（滝沢バイパス）と交差するほか、引き続いて水田などの中を進む。ただし、町北町内では沿線に建築物がある区間も多い。町北町を出ると同市西七日町に入り、終点の国道252号との交差点に至る。

## 通過する自治体
- 喜多方市 - 河沼郡湯川村 － 会津若松市

## 接続・交差する道路
- 喜多方市
  - 福島県道127号会津坂下塩川線（塩川町字清水岸 起点）
- 湯川村内
  - 国道121号会津縦貫北道路（湊字鍛冶屋敷丙 直接の接続はない）
  - 福島県道331号熊の目浜崎線（湊）
  - 福島県道33号会津坂下河東線（桜町）
- 会津若松市内
  - 国道49号（町北町大字藤室字達摩（達摩交差点））
  - 国道252号（西七日町 終点）

## 道路施設
南大橋
館の内橋
- 全長：67.1m
  - 主径間：32.675m
- 幅員：7.0（13.0）m
- 形式：2径間単純PCポステンT桁橋
- 竣工：1990年度

湯川村笈川に位置し、一級水系阿賀川水系溷川を渡る。旧橋の老朽化の進行と幅員狭小による冬期交通の支障の解消のため、地方道橋梁整備事業と小規模河川解消事業の合併工事として1989年度より着工された。総工費は2億300万円。

## 沿線
- 湯川村役場
- 湯川村立笈川小学校
- 湯川村立湯川中学校
- 会津若松市立永和小学校
- 会津若松市立第六中学校
- 東日本旅客鉄道磐越西線 : 笈川駅、塩川駅
- 東日本旅客鉄道只見線 : 七日町駅